# William McNamara
Pour les articles homonymes, voir McNamara.
William McNamara (né le 31 mars 1965 à Dallas) est un acteur américain.

## Biographie
William McNamara a appris le métier d'acteur au Lee Strasberg Theatre and Film Institute.[réf. nécessaire]

## Filmographie

### Cinéma
- 1987 : Terreur à l'opéra : Stefano
- 1988 : Le Retour de Billy Wyatt : Billy Wyatt jeune
- 1988 : Street Generation (The Beat) de Paul Mones
- 1989 : Dream a Little Dream : Joel
- 1990 : Stella : Pat Robbins
- 1990 : Texasville : Dickie Jackson
- 1994 : Que la chasse commence : Derek Wolfe Jr
- 1994 : L'Escorte infernale (Chasers) de Dennis Hopper : Eddie Devane
- 1995 : Copycat : Peter Foley
- 1997 : Glam : Sonny Daye
- 1997 : Le Fils maléfique  : Jeremy
- 1998 : Sweet Jane : Stan Bleeker
- 1999 : American Triade
- 2011 : Cavale aux portes de l'enfer de Tanner Beard : Jones Moon
- 2015 : Dry de Stephanie Okereke Linus : Dr Brown

### Télévision

#### Séries télévisées
- 1987 : CBS Schoolbreak Special (saison 5, épisode 1) : Jay Medford
- 1989-1990 : Médecin à Honolulu : Sam Kulani
- 1991 : ABC Afterschool Specials (saison 19, épisode 5) : Johnny Dumont
- 1992 : Les dessous de Palm Beach (saison 1, épisode 9) : Clay Edwards
- 1997 : Expériences interdites (saison 1, épisode 5) : Nick Boyer
- 1998 : Welcome to Paradox (saison 1, épisode 12) : Q.M. Cooper
- 1998 : Le damné (saison 1, épisode 3) : Gilbert Jax
- 1999 : Au-delà du réel : L'aventure continue (saison 5, épisode 22) : Kimble
- 1999-2000 : TV business : Brad Advail
- 2000 : Les prédateurs (saison 2, épisode 18) : Kent Johanssen
- 2003 : New York, unité spéciale (saison 4, épisode 15) : inspecteur Sam Bishop
- 2005 : New York Police Blues (saison 12, épisode 16) : Richard Pencava
- 2006 : Rêves et Cauchemars (épisode 8 : Un groupe d'enfer) : Ricky Nelson
- 2007 : Beyond the Break (saison 2, épisodes 5 & 6) : Richard
- 2012 : DTLA (saison 1, épisode 2, 5 & 7) : Norm
- 2015 : The Astronaut Wives Club (saison 1, épisode 9) : Robert Kennedy
- 2017 : Feel the Dead : Daniel
- 2018-en cours : Age of the Living Dead : Dr Howard
- 2019 : Paper Empire (saison 1, épisodes 1 & 2) : Chris Parmel

#### Téléfilms
- 1988 : Le Secret du Sahara (The Secret of the Sahara) de Alberto Negrin : Philip Jordan
- 1989 : The Edge
- 1991 : La Petite Sauvage (Wildflower) de Diane Keaton : Sammy Perkins
- 1992 : Doing Time on Maple Drive : Matt Carter
- 1992 : Honor Thy Mother de David Greene : Chris
- 1993 : Vengeance sur parole (Sworn to Vengeance) de Peter H. Hunt : Michael Burke
- 1995 : L'histoire d'Elizabeth Taylor (Liz: The Elizabeth Taylor Story) de Kevin Connor : Montgomery Clift
- 1996 : The Art of the Cigar
- 2001 : Piège infernal (Trapped) de Deran Sarafian : C. Whitmore Evans
- 2005 : McBride: Murder Past Midnight de Kevin Connor : Tony Harriman
- 2005 : American Black Beauty de Richard Gabai : Wilford
- 2014 : Adolescence tourmentée (High School Possession) de Peter Sullivan : Révérend jeune
- 2016 : Mon dangereux colocataire (The Wrong Roommate) de David DeCoteau : Mark
- 2017 : Dans les griffes de mon beau-père (Running Away) de Brian Skiba : Richard
- 2017 : The Wrong Student de David DeCoteau : Detective Andrade
- 2018 : Croisière pour l'enfer (The Wrong Cruise) de David DeCoteau : Pat
- 2018 : La mémoire de la peur (Left for Dead) de Brian Skiba : Dean
- 2018 : Marions-nous à Noël ! (A Wedding for Christmas) de Fred Olen Ray : Frank
- 2019 : Un cours très particulier (The Wrong Tutor) de David DeCoteau : Monsieur Lloyd
- 2020 : Une famille à tout prix ! (The Wrong Stepfather) de David DeCoteau : M. Crane